# Эрмс
Эрмс (нем. Erms) — река в Германии, протекает по земле Баден-Вюртемберг. Правый приток Неккара.
Река берёт начало в лесах к северу от города Мюнзинген. Течёт на северо-запад через населённые пункты Бад-Урах, Деттинген-на-Эрмсе, Метцинген, Ридерих, Бемпфлинген. Эрмс впадает в Неккар в коммуне Неккартенцлинген. Общая длина реки составляет 32,7 км, площади водосборного бассейна — 179 км².
Название реки восходит к римскому слову Armissa. Во времена Римской империи на месте нынешнего Метцингена располагалось поселение Vicus Armissium.